# Helicopsyche incisa
Helicopsyche incisa är en nattsländeart som beskrevs av Ross 1956. Helicopsyche incisa ingår i släktet Helicopsyche och familjen Helicopsychidae. Inga underarter finns listade i Catalogue of Life.

## Bildgalleri

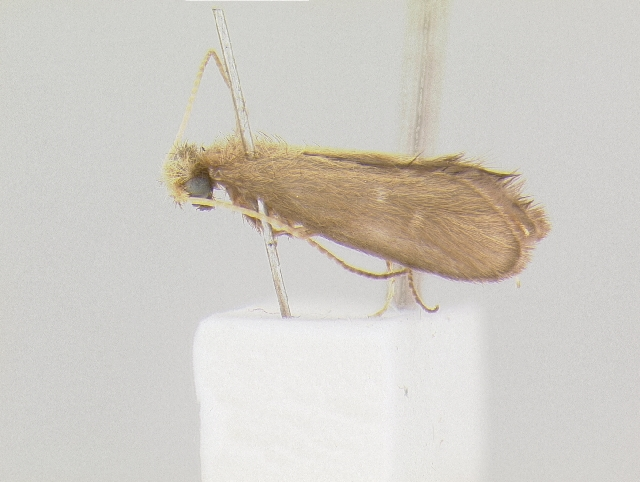